# Dorian Verdier
Vous êtes invité à donner votre avis sur cette page de discussion, de manière argumentée en vous aidant notamment des critères d’admissibilité ou en présentant des sources extérieures et sérieuses.  
Après avoir apposé le modèle {{Admissibilité}} sur une page, suivez les étapes expliquées sur Wikipédia:Débat d'admissibilité/Aide :
| 1. | Créez la page de débat d'admissibilité.                                                                      | Sauvegardez d’abord la page pour l’initialiser puis indiquez votre motivation.        |
| 2. | Important : ajoutez une entrée dans la section Débat d'admissibilité du jour.                                | Utilisez ce texte : *{{L\|Dorian Verdier}}                                            |
| 3. | Pensez à informer les contributeurs principaux de la page et les projets associés lorsque cela est possible. | Utilisez ce texte : {{subst:Avertissement débat d'admissibilité\|Dorian Verdier}}~~~~ |

 (août 2025).
Dorian Verdier est le fondateur de la galerie d'art L'Original, un organisme à but non-lucratif qui accueille les œuvres des artistes de rue de Montréal. Fondée en 2018, la galerie se compose d'une boutique café-friperie située au 4455 rue Saint-Denis sur le Plateau Mont-Royal et d'un local au 163 rue Saint-Paul Ouest dans le Vieux-Montréal. Originaire de la petite commune française de Saint-Baudille-de-la-Tour, il est venu au Canada pour étudier le marketing et l'économie appliquée à l'université HEC Montréal. Il a ensuite réalisé une maîtrise en gestion et innovation sociale dans cette même école. Son initiative est née d'une volonté de promouvoir l'art local et engagé, ainsi que de soutenir les artistes en situation de précarité.

## Carrière
Originaire de Saint-Baudille-de-la-Tour, Dorian Verdier a immigré au Canada pour faire ses études à l'université HEC Montréal en marketing et économie appliquée. Après l'obtention de son diplôme, il réalise une maîtrise en gestion et innovation sociale à HEC Montréal dont la thèse porte sur la démocratisation de l'art dans le contexte numérique supervisée par Rafael Ziegler.  
En 2017, il est frappé par la quantité d'objets encore en bon état laissés à l'abandon dans la rue. Par ailleurs, il est fasciné par les peintures murales montréalaises et entre en contact avec les artistes via les réseaux sociaux pour faire leur connaissance. Puis, il décide d'organiser des évènements de rencontre où les artistes peignent sur les objets et vêtements usagés rapportés par le public pour les transformer en œuvre d'art. Par l'entremise de ce projet, il réussit à promouvoir l'art engagé et local tout en réduisant la quantité de déchets. En effet, la majorité des œuvres de ces artistes était jusque-là destinée à l'exportation en l'absence de grand marché d'acheteurs locaux.
Il essaye d'abord de vendre les objets et vêtements recyclés sur Instagram, mais finit par créer une boutique éphémère avant de louer un local sur l'avenue du Mont-Royal où sont désormais rassemblées les œuvres sur toile des artistes. Aujourd'hui, la galerie a deux emplacements: une boutique café-friperie située au 4455 rue Saint-Denis sur le Plateau Mont-Royal, où se trouvent les ateliers de cinq artistes, et un local au 163 rue Saint-Paul Ouest dans le Vieux-Montréal.  